# White Sound
White Sound — российская рок-группа из Белгорода.

## История создания
Впервые Ярослав Почернин, Анна Худякова и Денис Куликов собрались на одной сцене в 2003 году. После этого Ярослав и Денис играли вместе в нескольких группах, самая выдающаяся из которых — «МакЕнтош». Дмитрий Алтухов в это время играл на гитаре в другой белгородской группе — «Тибериум». Обе группы играли в стиле, близком к британскому хэви-металу.
Весной 2007 года Денис Куликов предложил Дмитрию Алтухову и Ярославу Почернину сделать совместный инструментальный проект, который был назван Flight of Fantazy. Позже на репетициях появилась Анна Худякова, но в связи с бытовыми проблемами Денису Куликову пришлось покинуть группу. После года затишья, в 2009 году, Дмитрий Алтухов возродил Flight of Fantazy, но уже без Ярослава (он в тот момент играл в группе Crash Point Zero) и Анны. К концу 2010 года проект подошёл к своему логическому завершению, и Денис Куликов предложил создать с нуля старую новую группу, которую позже назвали White Sound.
Новая группа образовалась 9 января 2011 года. Первое время из-за отсутствия собственного материала White Sound играли в белгородских клубах и на корпоративах исключительно кавер-версии песен популярных исполнителей 1960—1970-х годов и последних лет. Среди них: The Beatles, Led Zeppelin, Shocking Blue и других.

## Хронология событий

### 2011
8 марта 2011 года состоялось одно из первых выступлений группы в белгородском ТРЦ «РИО». 15 мая началась работа над первым синглом группы — «Ветер» и почти через месяц, 13 июня, песня «Ветер» выложена в социальной сети ВКонтакте.
23 июня в сообществе White Sound появился B-Side сингла — песня «Я не та», сочинённая Анной Худяковой ещё в 2007 году. Тогда же началась запись других песен для мини-альбома, в том числе на английском языке.
15 октября было записано первое видео на песню «Ветер». Съёмка происходила в белгородском арт-кафе «Свобода».
28 октября о группе White Sound был снят сюжет белгородской телерадиокомпании «Белый Город» для программы «Молодёжное время».
В конце 2011 года группа White Sound подала заявку на участие в фестивале «ШУРФ-ЗИМА-ЖАРА-2012». Тогда же в блоге группы были опубликованы итоги первого года существования White Sound.

### 2012
Первым значимым событием стало участие White Sound в фестивале «ШУРФ-ЗИМА-ЖАРА-2012» в январе 2012 года. Белгородцы выступали на одной сцене с известной московской группой Tracktor Bowling.
2 марта в эфире программы Aurum Inutile на Радио России прозвучала песня «Ветер».
14 апреля группа White Sound выиграла в конкурсе «Музыкальный ВИА-батл Черноземья», который проходил в Старом Осколе. Главным призом стал сертификат на ротацию песни группы в эфире LOVE Radio.
6 мая начались съёмки клипа на песню «Ветер», но закончить съёмки так и не удалось.
Лето 2012 года сложилось для White Sound очень удачно. 11 июня белгородская группа совершила большой шаг вперёд, попав на один из крупнейших международных фестивалей рок-музыки Максидром через открытое голосование партнёров фестиваля. White Sound выступили на одной площадке с The Cure и Linkin Park. 6 июля группа сыграла свои песни на крупнейшем фестивале российской рок-музыки — Нашествие.
После осенней паузы, 15 декабря, группа выпускает мини-альбом «Ты не один». EP состоит из шести песен, одна из которых на английском языке. 28 декабря в белгородском рок-клубе Monk состоялась презентация мини-альбома.

### 2013
14 февраля мини-альбом «Ты не один» стал доступен в iTunes Store.
1 июня был выложен первый сингл нового альбома под названием «Любовь онлайн».
3 июня группа, воодушевлённая отличной реакцией слушателей, выложила второй сингл — «Найду и потеряю». Две новые песни, ставшие переходными к новому звучанию, регулярно размещали на своих страницах популярные белгородские сообщества. Синглы так же появились в крупнейшем музыкальном магазине iTunes Store.

### 2014
25 августа группа White Sound выложила тизер с отрывками новых песен и сообщила о скором релизе нового альбома.

### 2015
В июне 2015 выпущен альбом «Офлайн», ставший единственным лонгплеем в истории группы.

### 2018
2 ноября в твиттере-аккаунте группы появилась запись о прекращении существования группы.

## Дискография

### Мини-альбом «Ты не один»
«Ты не один» — первый мини-альбом группы. Релиз состоялся 15 декабря 2012 года. Включает пять песен на русском языке, а также английскую версию дебютного сингла White Sound.
| # | Название      | Длительность |
| - | ------------- | ------------ |
| 1 | Мне всё равно | 4:21         |
| 2 | Ты не один    | 3:19         |
| 3 | Почему        | 4:15         |
| 4 | Хватит        | 4:50         |
| 5 | Ветер         | 4:16         |
| 6 | The Wind      | 4:16         |

### Синглы
| # | Название        | Дата выпуска | Длительность |
| - | --------------- | ------------ | ------------ |
| 1 | Ветер           | 13 июня 2011 | 4:13         |
| 2 | Любовь онлайн   | 1 июня 2013  | 4:23         |
| 3 | Найду и потеряю | 3 июня 2013  | 5:13         |

### Альбом «Офлайн»
23 июня 2015 года группа представила альбом «Офлайн», записанный в Белгороде.
| №  | Название          | Длительность |
| -- | ----------------- | ------------ |
| 1  | Интро             | 0:56         |
| 2  | Любовь онлайн     | 4:10         |
| 3  | Сам по себе       | 3:54         |
| 4  | В зеркалах        | 4:36         |
| 5  | Если хочешь       | 4:42         |
| 6  | Найду и потеряю   | 5:11         |
| 7  | Научи меня летать | 5:07         |
| 8  | Миражи            | 3:48         |
| 9  | Дождь             | 5:12         |
| 10 | Секс и рок-н-ролл | 5:04         |
| 11 | Больше нет меня   | 6:23         |

## Сторонние проекты участников
Дмитрий Алтухов развивает свой сольный проект гитарной инструментальной музыки The Dorian. Анна Худякова и Ярослав Почернин являются участниками кавер-группы Music Motion.

## Состав

### Группа
- Анна Худякова (основной вокал, бэк-вокал)
- Дмитрий Алтухов (гитара)
- Ярослав Почернин (бас, клавишные, семплы)
- Денис Куликов (ударные)

## Галерея

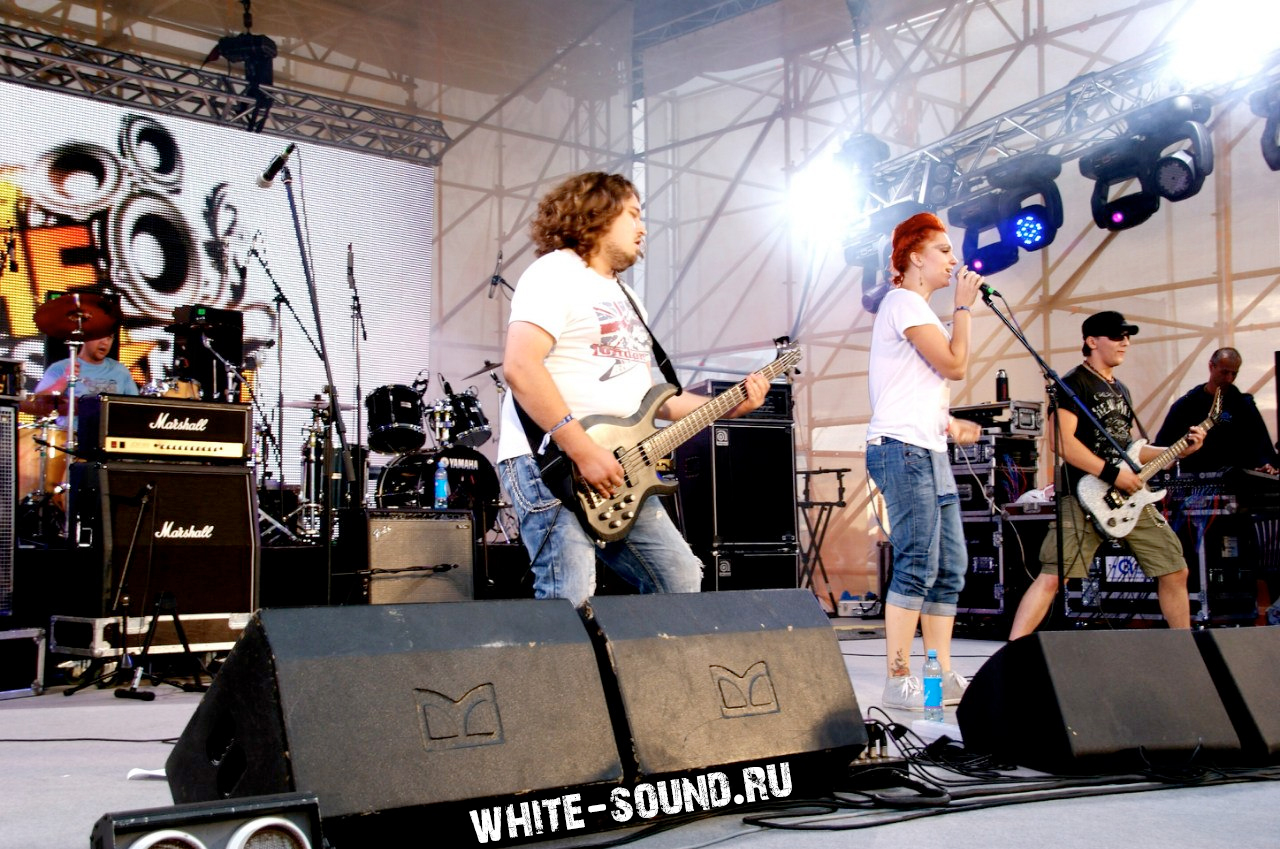
White Sound на фестивале «Нашествие» (2012)
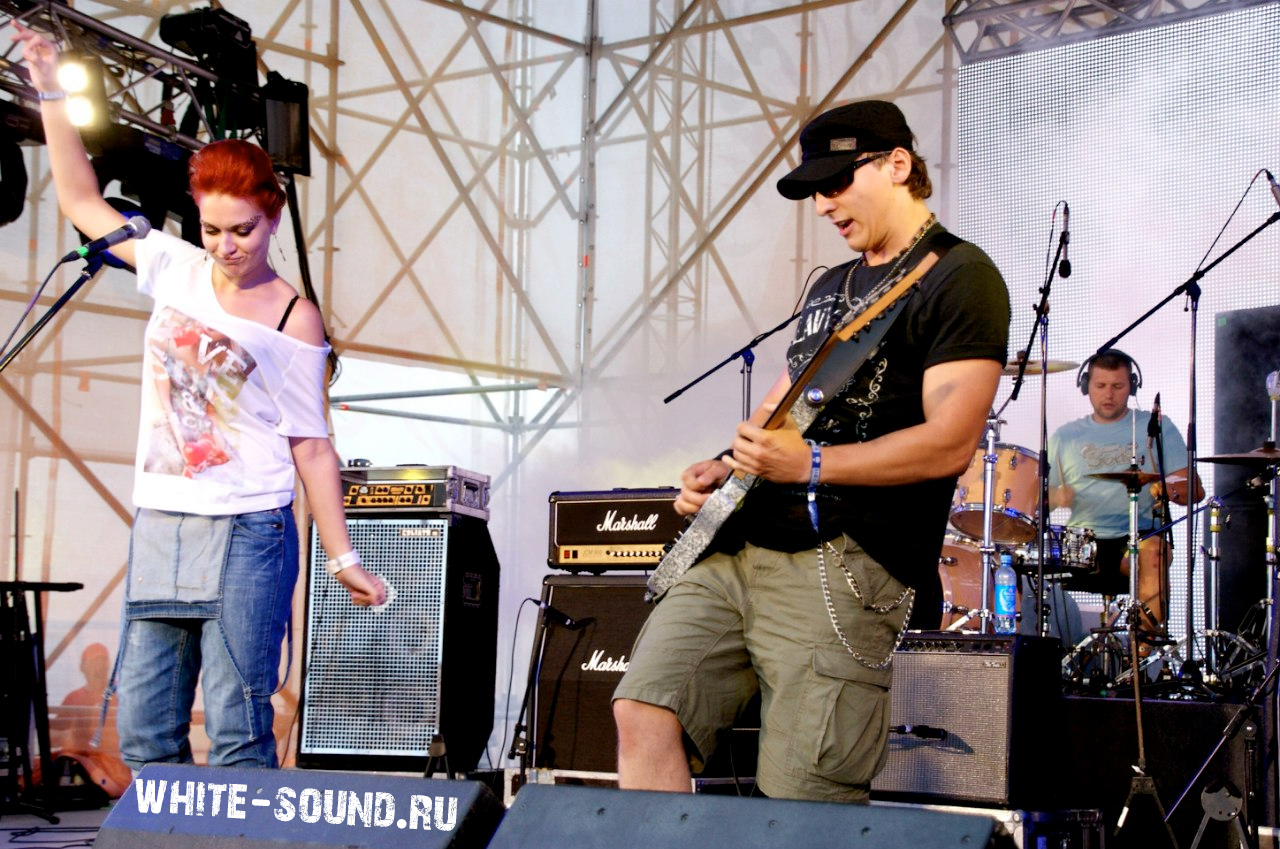
White Sound на фестивале «Нашествие» (2012)
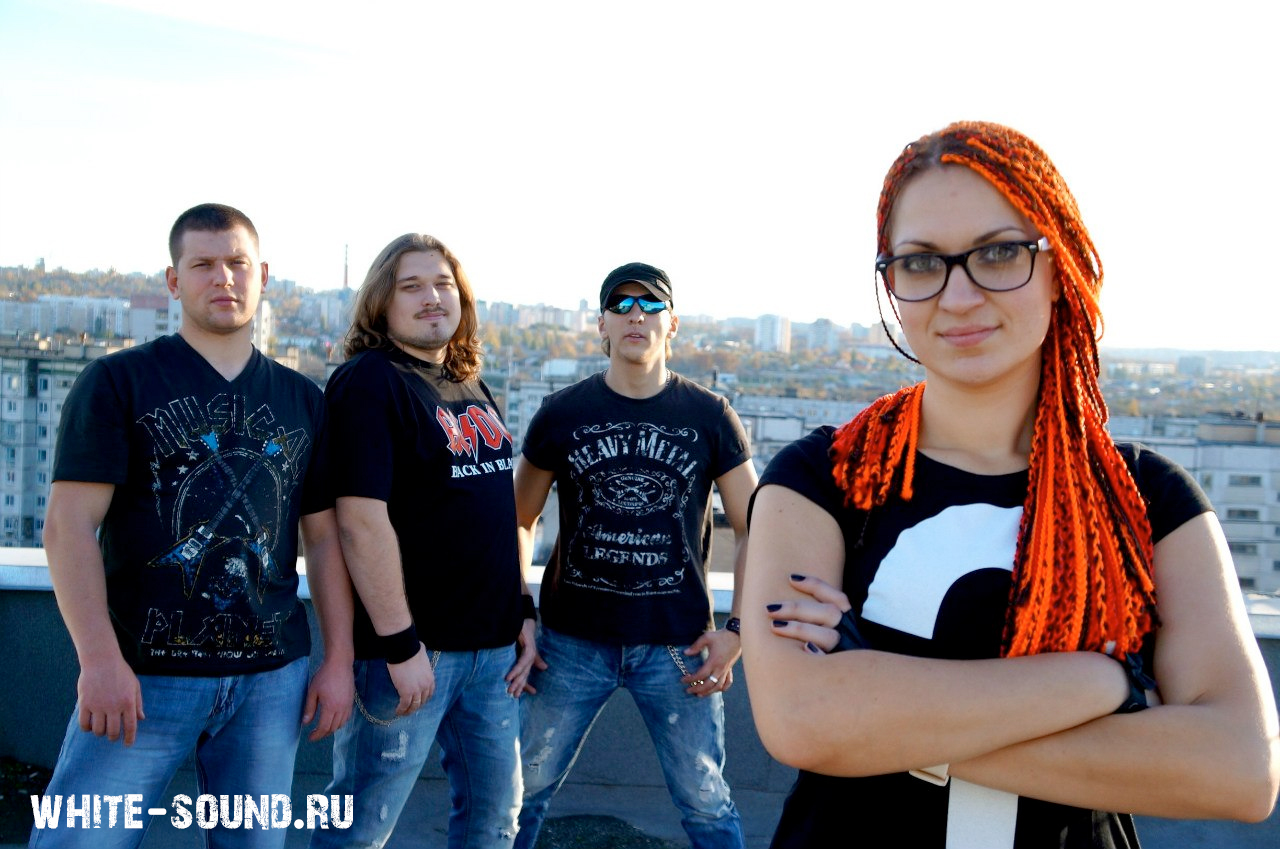
White Sound на фотосессии для альбома «Ты не один»
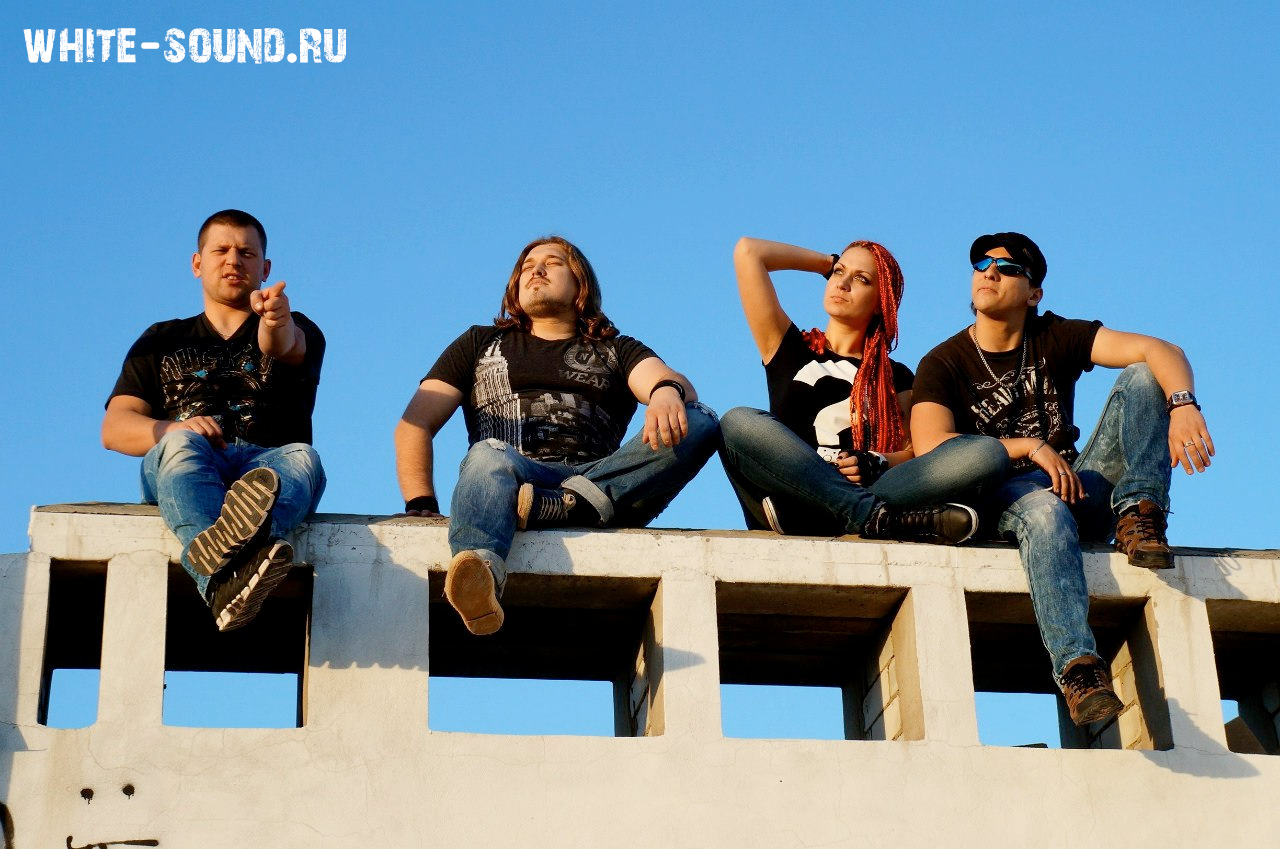
White Sound на фотосессии для альбома «Ты не один»
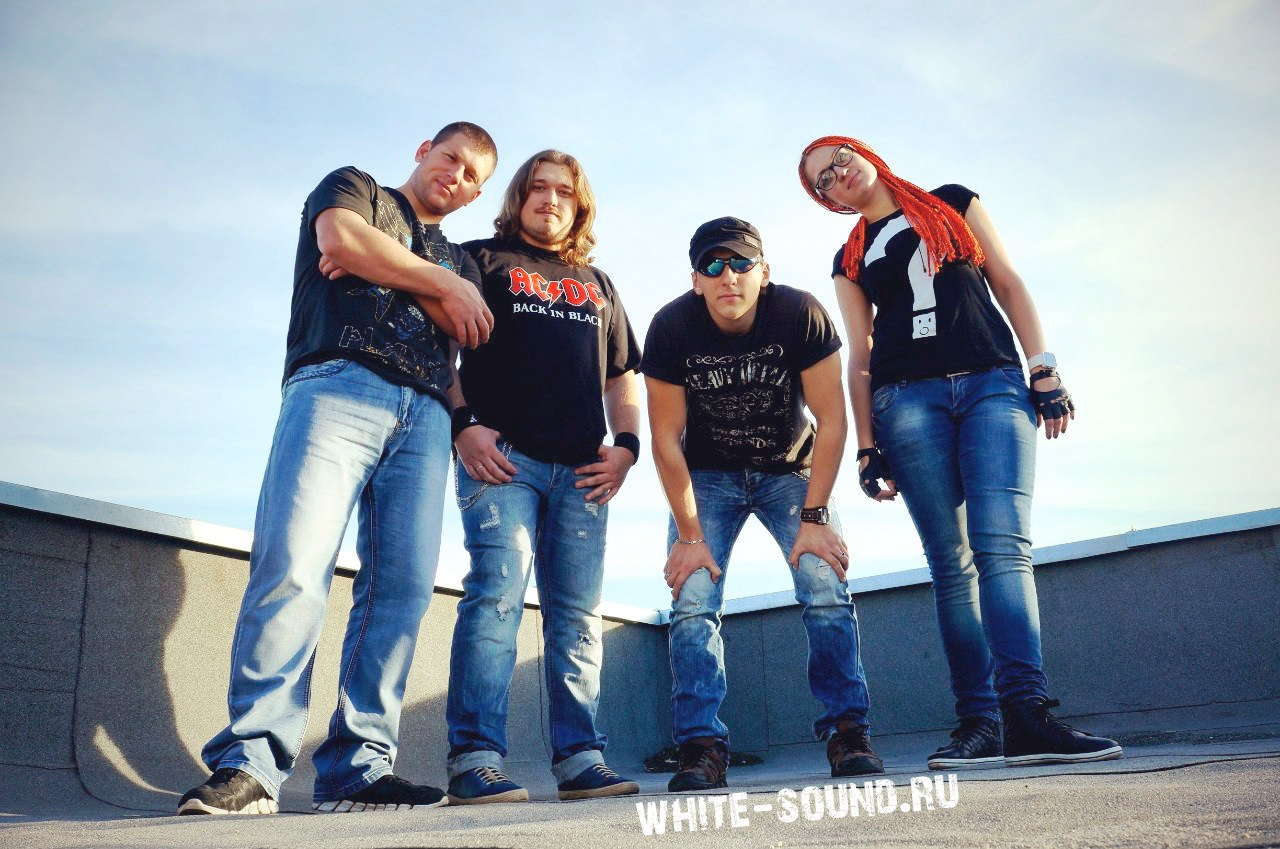
White Sound на фотосессии для альбома «Ты не один»